# Уварово (деревня, Москва)
Ува́рово — деревня в Троицком административном округе Москвы (до 1 июля 2012 года была в составе Наро-Фоминского района Московской области). Входит в состав поселения Первомайское.

## Население
| 1859 | 1890 | 1899 | 1926 | 2002 | 2006 | 2010 |
| ---- | ---- | ---- | ---- | ---- | ---- | ---- |
| 88   | ↗108 | ↘96  | ↗117 | ↘18  | ↘6   | ↗20  |

Согласно Всероссийской переписи, в 2002 году в деревне проживало 18 человек (9 мужчин и 9 женщин). По данным на 2005 год, в деревне проживало 6 человек.

## География
Деревня Уварово находится в северной части Троицкого административного округа, на правом берегу реки Десны примерно в 8 км к северо-западу от центра города Троицка. В 5 км к северу проходит Киевское шоссе М3, в 9 км к востоку — Калужское шоссе А130, в 9 км к юго-западу — Московское малое кольцо А107.
В деревне 6 улиц — Диета, Ирбис, Лесная, Молодёжная, Нежность и Речная. Ближайшие населённые пункты — деревни Рожново и Горчаково.

## История
Название, предположительно, связано с некалендарным личным именем Увар.
В «Списке населённых мест» 1862 года Уварово (Стучево) — владельческое сельцо 1-го стана Подольского уезда Московской губернии по правую сторону старокалужского тракта, в 25 верстах от уездного города и 24 верстах от становой квартиры, при реке Десне, с 12 дворами и 88 жителями (41 мужчина, 47 женщин).
По данным на 1899 год — деревня Красно-Пахорской волости Подольского уезда с 96 жителями.
В 1913 году — 24 двора.
По материалам Всесоюзной переписи населения 1926 года — центр Уваровского сельсовета Красно-Пахорской волости Подольского уезда в 8,5 км от Калужского шоссе и 9,6 км от станции Апрелевка Киево-Воронежской железной дороги, проживало 117 жителей (51 мужчина, 66 женщин), насчитывалось 24 крестьянских хозяйства.
1929—1946 гг. — населённый пункт в составе Красно-Пахорского района Московской области.
1946—1957 гг. — в составе Калининского района Московской области.
1957—1960 гг. — в составе Ленинского района Московской области.
1960—1963, 1965—2012 гг. — в составе Наро-Фоминского района Московской области.
1963—1965 гг. — в составе Звенигородского укрупнённого сельского района Московской области.